# Coenraad Jacob Temminck
Coenraad Jacob Temminck, född 31 mars 1778 i Amsterdam, död 30 januari 1858 i Lisse, var en holländsk aristokrat och zoolog.
Temminck var den förste intendenten av Leidens naturhistoriska museum från 1820 och fram till sin död. Under ett stort antal år var hans verk Manuel d'ornithologie, ou Tableau systematique des oiseaux qui se trouvent en Europe (1815) standardreferensverket för europeiska fåglar. Från sin far, som arbetade på Nederländska ostindiska kompaniet hade Temminck fått ett stort antal fågelexemplar i arv. Andra viktiga verk av Temminck är: Histoire naturelle générale des Pigeons et des Gallinacées (1813-1817), Nouveau Recueil de Planches coloriées d'Oiseaux (1820-1839). Han bidrog även till avsnittet om däggdjur i Philipp Franz von Siebolds Fauna japonica (1844-1850).
Många fåglar och däggdjur har åtminstone i vetenskapliga och engelska namn uppkallats efter Temminck. Bland sådana engelska namn återfinns:Temminck's Stint, Temminck's Courser, Temminck's Lark, Temminck's Cormorant, Temminck's Pangolin, Temminck's Babbler, Temminck's Tragopan, Temminck's Sunbird, Temminck's Seedeater och Temminck's Roller. Vetenskapliga namn efter honom inkluderar: Ancistrus temminckii, Aulacocephalus temminckii, Calidris temminckii, Catopuma temminckii, Cirrhilabrus temminckii, Coracias temminckii, Coracina temminckii, Cursorius temminckii, Dendrocopos temminckii, Ditrema temminckii, Eurostopodus temminckii, Hypoatherina temminckii, Lamiopsis temminckii, Macrochelys temminckii, Manis temminckii, Molossops temminckii, Orthonyx temminckii, Picumnus temminckii, Ptilinopus superbus temminckii, Tragopan temminckii, Zacco temminckii.
Han var första klassens medlem av Kungliga nederländska vetenskapsakademin (ursprungligen invald i dess föregångare Kungliga nederländska institutet), och ledamot av flera utländska vetenskapliga samfund, bland annat utländsk ledamot av Kungliga Vetenskapsakademien (1831), korresponderande ledamot av Franska vetenskapsakademin (1832),, ledamot av Leopoldina (1818), utländsk ledamot av Ryska vetenskapsakademien (1837) och hedersledamot av Preussiska vetenskapsakademien (1855).